# Torneio Pré-Olímpico de Voleibol Masculino de 2020 - América do Sul
O Torneio Pré-Olímpico de Voleibol Masculino da América do Sul de 2020 foi a sétima edição qualificatória continental para os Jogos Olímpicos de Verão de 2020,  sediado em Mostazal, no Chile entre países do referido continente, no período de 10 a 12 de janeiro.O campeão deste torneio obteve a qualificação para os referidos jogos olímpicos

## Formato de disputa
Para a classificação dentro do grupo na primeira fase, o placar de 3-0 ou 3-1 garantiu três pontos para a equipe vencedora e nenhum para a equipe derrotada; já o placar de 3-2 garantiu dois pontos para a equipe vencedora e um para a perdedora.
Na fase única os quatro times do grupo se enfrentam e o primeiro colocado obtém a qualificação olímpica.

## Pré-Olímpico Sul-Americano
- Local: Gran Arena Monticello-Mostazal

|     |           |     | Jogos | Jogos | Jogos | Resultados | Resultados | Resultados | Resultados | Resultados | Resultados | Sets | Sets | Sets  | Pontos | Pontos | Pontos |
| Pos | Equipe    | Pts | T     | V     | D     | 3–0        | 3–1        | 3–2        | 2–3        | 1–3        | 0–3        | V    | P    | R     | V      | P      | R      |
| --- | --------- | --- | ----- | ----- | ----- | ---------- | ---------- | ---------- | ---------- | ---------- | ---------- | ---- | ---- | ----- | ------ | ------ | ------ |
| 1   | Venezuela | 7   | 3     | 2     | 1     | 1          | 1          | 0          | 1          | 0          | 0          | 8    | 4    | 2,000 | 289    | 261    | 1.107  |
| 2   | Chile     | 6   | 3     | 2     | 1     | 0          | 2          | 0          | 0          | 1          | 0          | 7    | 5    | 1.400 | 305    | 301    | 1.013  |
| 3   | Colômbia  | 5   | 3     | 2     | 1     | 1          | 0          | 1          | 0          | 1          | 0          | 7    | 5    | 1.400 | 376    | 358    | 1.050  |
| 4   | Peru      | 0   | 3     | 0     | 3     | 0          | 0          | 0          | 0          | 1          | 2          | 1    | 9    | 0.111 | 216    | 260    | 0.831  |

Resultados
| Data   | Hora  |              | Placar |              | Set 1 | Set 2 | Set 3 | Set 4 | Set 5 | Total   | Relatório |
| ------ | ----- | ------------ | ------ | ------------ | ----- | ----- | ----- | ----- | ----- | ------- | --------- |
| 10 jan | 19:50 | 'Colômbia '  | 3–0    | Peru         | 25–19 | 25–23 | 25–21 |       |       | 75–63   | 75–63     |
| 10 jan | 22:30 | Chile        | 1–3    | ' Venezuela' | 35–37 | 14–25 | 27–25 | 22–25 |       | 98–112  | 98–112    |
| 11 jan | 15:50 | 'Colômbia '  | 3–2    | Venezuela    | 23–25 | 25–22 | 25–19 | 24–26 | 15–10 | 112–102 | 112–102   |
| 11 jan | 18:40 | 'Chile '     | 3–1    | Peru         | 36–34 | 24–26 | 25–21 | 25–21 |       | 110–102 | 110–102   |
| 12 jan | 16:00 | 'Venezuela ' | 3–0    | Peru         | 25–19 | 25–16 | 25–16 |       |       | 75–51   | 75–51     |
| 12 jan | 18:30 | 'Chile '     | 3–1    | Colômbia     | 25–22 | 22–25 | 25–21 | 25–19 |       | 97–87   | 97–87     |

### Classificação final
| Posição | Equipe    |
| ------- | --------- |
| 1       | Venezuela |
| 2       | Chile     |
| 3       | Colômbia  |
| 4       | Peru      |